# Дидиерея
Дидиерея (лат. Didierea) — род суккулентных растений семейства Дидиереевые (Didiereaceae) произрастающий на территории Мадагаскара.

## Название
Родовое латинское (научное) название Didierea дано в честь Альфреда Грандидье (фр. Alfred Grandidier, 1836—1921) — французского путешественника, натуралиста и летописца Мадагаскара.

## Таксономия
Didierea Baill., первое упоминание в Bull. Mens. Soc. Linn. Paris 1: 258 (1880).
На 2023 год, род включает два вида:
- Didierea madagascariensis Baill. — Дидиерея мадагаскарская
- Didierea trollii Capuron & Rauh — Дидиерея Тролля

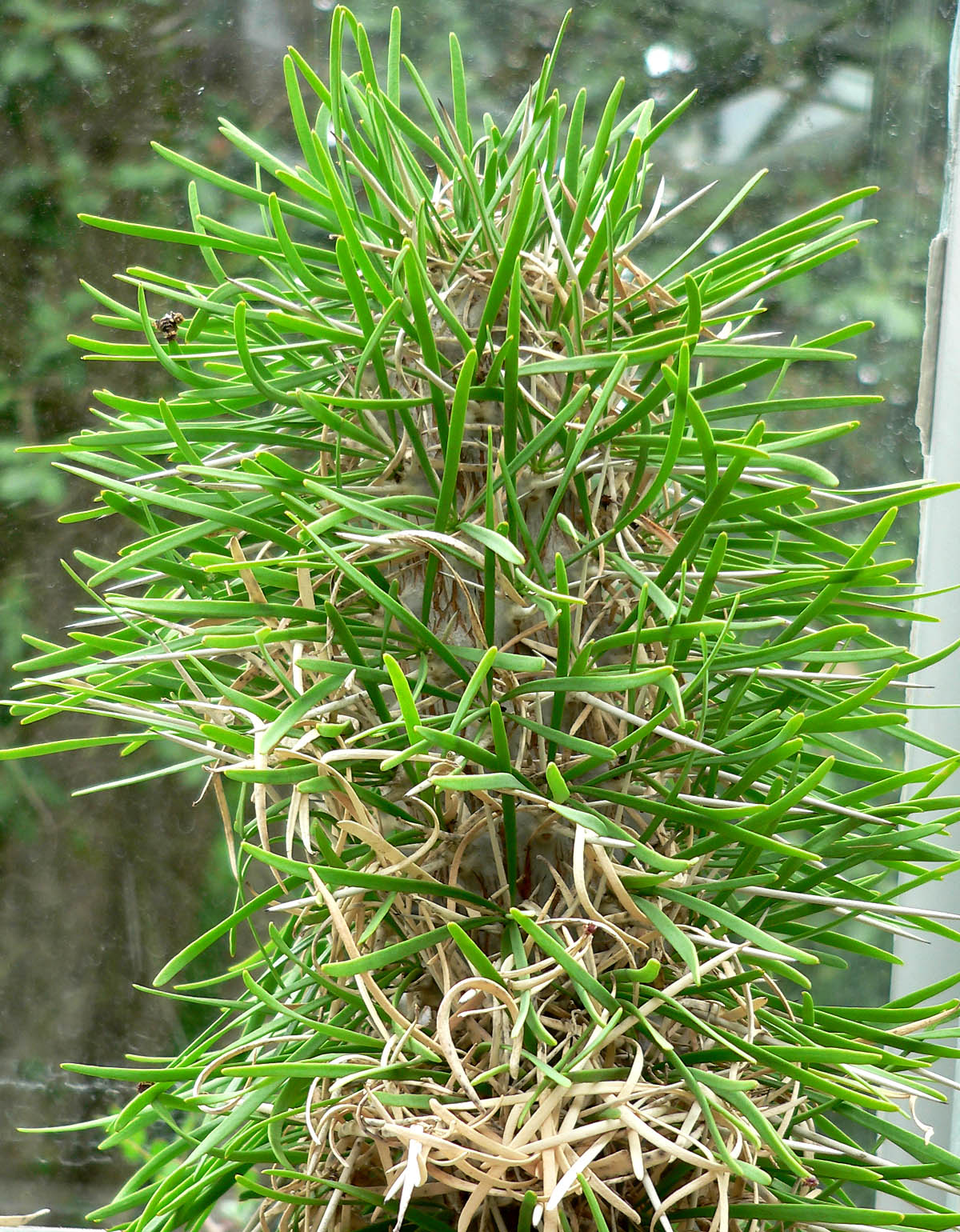
Didierea madagascariensis
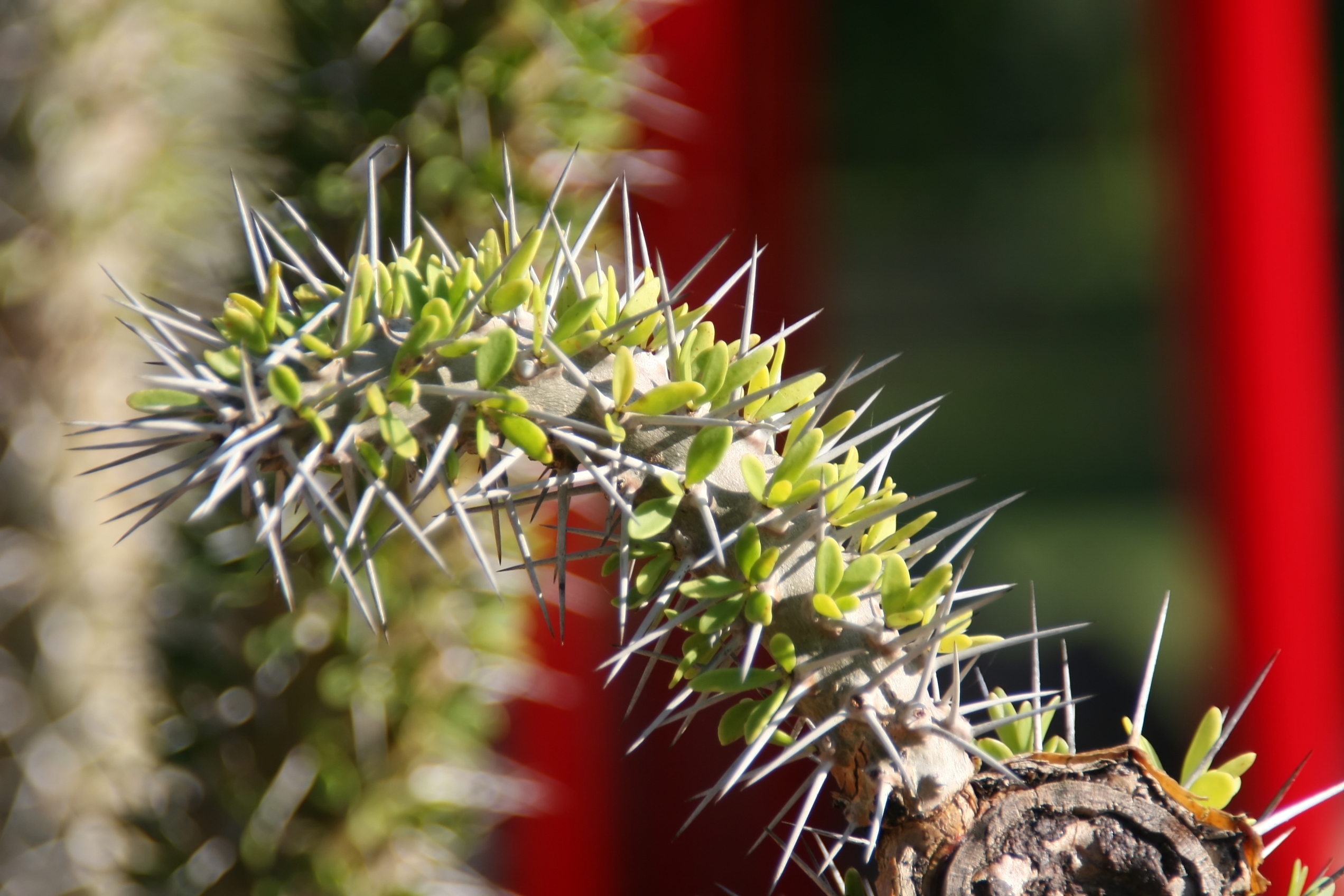
Didierea trollii